# St Andrew’s Suspension Bridge
Die St Andrew’s Suspension Bridge ist eine Fußgängerbrücke in der schottischen Stadt Glasgow. 1992 wurde das Bauwerk in die schottischen Denkmallisten in der höchsten Denkmalkategorie A aufgenommen.

## Geschichte
Die Fußgängerbrücke wurde zwischen 1853 und 1855 erbaut, um den Arbeitern aus Bridgeton und Calton einen Übergang zu den Fabriken in Hutchesontown zu bieten. Zuvor nutzten sie eine überlastete Fährverbindung zur Clyde-Querung. Die Gesamtkosten beliefen sich auf 6348 £. In den 1950er Jahren wurde der Überbau der Brücke modernisiert. Sie ist weitgehend im Originalzustand erhalten.

## Beschreibung
Die stählerne Kettenbrücke überspannt den Clyde in Glasgow. Im Norden endet die Brücke im Glasgow Green unweit des People’s Palace. Zu beiden Seiten der 67 m langen Brücke erheben sich 6,1 m hohe klassizistische Pylone. Sie sind als gepaarte korinthische Säulen mit Gebälk gestaltet. Die aus Augenstäben zusammengesetzten Ketten verlaufen durch das Gebälk und sind im Grund verspannt. Der stählerne Überbau ist an den Hängern fixiert.